# Penichrophorus lutea
Penichrophorus lutea är en insektsart som beskrevs av William D. Funkhouser. Penichrophorus lutea ingår i släktet Penichrophorus och familjen hornstritar. Inga underarter finns listade i Catalogue of Life.